# Língua achumawi
A língua Achumawi (também Achomawi ou Pit River language) é a língua nativa falada pela tribo Pit River da atual Califórnia. O termo Achumawi é uma anglicização do nome dos grupos indígenas de Fall River (rio),  ajúmmááwí , de  ajúmmá  "rio". Originalmente, havia nove grupos, com dialetos diferentes entre eles, mas principalmente entre os dialetos rio abaixo e rio acima, demarcadas pelas montanhas do Big Valley a leste do vale do rio Fall.

## Genética
Juntos, Achumawi e  Atsugewi são consideradas como sendo da família das línguas Palaihnihan, mas não há fortes bases para tal afirmativa devido à pouca quantidade de onde ele (de Angulo) se propôs a demonstrar que Achumawi e Pomo não estão relacionados. William Bright has also pointed out problems with Olmsted's methods of reconstruction. O fenômeno da inteligibilidade não-recíproca é uma questão de bilinguismo (devido ao casamento entre pares) sendo mais prevalente na comunidade de fala menor (Atsuge) do que na maior.

## Fonologia
Achumawi tem 37 consoantes. A maioria dessas formam pares de séries simples e laringealizadas] ou glotalizadas. Plosivas e africadas também têm um terceiro, membro aspirado na série (exceto para a oclusiva glotal), que é apenas sílaba inicial de contraste e provavelmente deriva historicamente de clusters, como em a vizinha e possivelmente relacionada língua Yana.
|                |                | Bilabial | Alveolar | Palatal | Velar | Uvular | Glotal |
| -------------- | -------------- | -------- | -------- | ------- | ----- | ------ | ------ |
| Oclusiva       | plana          | p        | t        | c       | k     | q      |        |
| Oclusiva       | laringealizada | p̓        | t̓        | c̓       | k̓     | q̓      | ʔ      |
| Oclusiva       | aspirada       | pʰ       | tʰ       | cʰ      | kʰ    | qʰ     |        |
| Fricativa      | plana          |          | s        |         | x     |        | h      |
| Fricativa      | epiglotal      |          |          |         |       |        | h̓      |
| Nasal oclusiva | plana          | m        | n        |         |       |        |        |
| Nasal oclusiva | glotalizada    | m̓        | n̓        |         |       |        |        |
| Aproximante    | plain          | w        | l        | y       |       |        |        |
| Aproximante    | glotalizada    | w̓        | l̓        | y̓       |       |        |        |

As oclusivas laringealizadas são similares em articulação às ejetivas glotalizadas como nas línguas vizinhas, porém, mais lenis, isto é, não "tão ejetivas" a menos que um esforço incomum seja feito em articular tal distinção. A distinção aspirada é neutralizada e realizada com aspiração ou liberação sem voz na posição final da sílaba e antes de outra consoante. Oclusivas simples são duplicadas antes de vogal curta ou depois de uma oclusiva de aspiração, sem voz em outro local.
Em um sistema composto de 5 vogais curtas e longas, / ɪ ɛ ʌ ə / e / ieaou /, as sdemivogais podem ser de origem historicamente secundária historicamente, como na língua Yana e na Atsugewi. Um xcevá (schwa [ə]) aparece epenteticamente entre as consoantes de certos prefixos, como em  lhúpta  "vamos lá!". Dois graus de duração são contrastantes para ambas vogais e consoantes. Em dialetos rio abaixo, a segunda mora de uma vogal longa é dessorada antes de uma consoante simples ou aspirada (preaspiração) e laringealizada antes de uma consoante laríngeal. Vogais longas são tipicamente mais periféricas e vogais curtas são mais centralizados. Em dialetos rio abaixo, as sílabas finais podem ser surdas ou sussurradas.
Ao contrário do idioma vizinho e relacionado, Achumawi tem um tom distinto em cada sílaba.

## Morfologia
A língua Achumawi não tem gênero nem uma sensação de pluralidade expressa nos substantivos. Em disso, a linguagem tem adjetivos ou numerais independentes.

## Situação atual

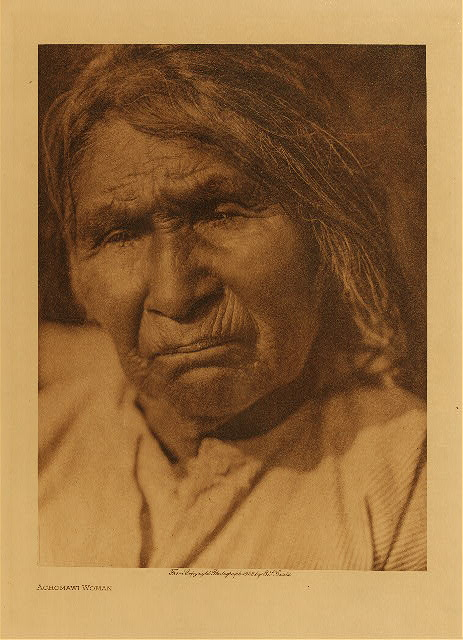
Uma idosa índia de Ahjumawi, provavelmente uma das últimas falantes do idioma.

Hoje, a língua Achumawi está gravemente ameaçada de extinção. De um número estimado de 1500 pessoas Achumawi remanescentes no nordeste da Califórnia, talvez dez falavam o idioma em 1991, com apenas 8 em 2000. No entanto, dessas 8, 4 tinham uma proficiência limitada em inglês.
A partir de 2013, um aplicativo móvel está sendo planejado para o idioma.

Louise Davis, que mora no norte da Califórnia, está quase chorando quando descreve a possibilidade de ouvir pessoas usando a linguagem de sua tribo “Pit River” numa conversa pela primeira vez. Isso ocorreu anos atrás, quando um homem mais velho de outra parte do estado se encontrou com sua avó.
Foi uma experiência tão poderosa e emocional que Davis foi levada a usar “flashcards” em casa com seus filhos e fazer o que for preciso para preservar o idioma.
"Você pode dizer coisas em nossa língua que você não pode dizer em inglês", disse ela.
Testando um aplicativo de idioma em fevereiro de 2013, ela disse que não podia esperar para vê-lo sendo usado entre os jovens da tribo.ref>«American Indian tribes turn to technology in race to save endangered languages». Washington Post. 17 de abril de 2013 

1. 
2. 
3. 
4. 
5. 
6. 
7. 

- Bright, William. (1965). "[Review of A history of Palaihnihan phonology by D. L. Olmstead]." Language, 41 (1), 175–178.
- Bauman, James. 1980. Introduction to the Pit River language and culture. Anchorage, AK: National Bilingual Materials Development Center, University of Alaska.
- Good, Jeff. (2004). "A sketch of Atsugewi phonology." Boston, Massachusetts. (Paper presented at the annual meeting of the Society for the Study of the Indigenous Languages of the Americas, January 8 – January 11).
- Good, Jeff, Teresa McFarland, and Mary Paster. (2003). "Reconstructing Achumawi and Atsugewi: Proto-Palaihnihan revisited." Atlanta, Georgia. (Paper presented at the annual meeting of the Society for the Study of the Indigenous Languages of the Americas, January 2 – January 5).
- Mithun, Marianne. (1999). The Languages of Native North America. Cambridge: Cambridge University Press. ISBN 0-521-23228-7 (hbk); ISBN 0-521-29875-X.
- Nevin, Bruce E. (1991). "Obsolescence in Achumawi: Why Uldall Too?". Papers from the American Indian Languages Conferences, held at the University of California, Santa Cruz, July and August 1991. Occasional Papers on Linguistics 16:97-127. Department of Linguistics, Southern Illinois University at Carbondale.
- Nevin, Bruce E. (1998). Aspects of Pit River phonology. Ph.D. dissertation, University of Pennsylvania, Department of Linguistics.
- Olmstead, David L. (1954). "Achumawi-Atsugewi non-reciprocal intelligibility." International Journal of American Linguistics, 20, 181–184.
- Olmstead, David L. (1956). "Palaihnihan and Shasta I: Labial stops." Language, 32 (1), 73–77.
- Olmstead, David L. (1957). "Palaihnihan and Shasta II: Apical stops." Language, 33 (2), 136–138.
- Olmstead, David L. (1959). "Palaihnihan and Shasta III: Dorsal stops." Language, 35 (4), 637–644.
- Olmstead, David L. (1964). "A history of Palaihnihan phonology." University of California Publications in Linguistics (Vol. 35). Berkeley: University of California Press.
- Bauman, James. Ruby Miles, and Ike Leaf. Pit River Teaching Dictionary. Anchorage, AK: National Bilingual Materials Development Center, University of Alaska.
- Olmstead, D. L. 1966. Achumawi dictionary. Berkeley: University of California Press.

- Aspects of Pit River Phonology
- "Reconstructing Achumawi and Atsugewi"
- Achumawi language overview at the Survey of California and Other Indian Languages
- Achumawi em Omniglot.com
- Achumawi em Ethnologue
- Achumawi em Roa.Rutgers
- Achumawi em Nativa Languages
- Achumawi em Linguistics Berkeley
- Achumawi em Endangered Languages
- Lomax Collection Recording of Achumawi, Internet Archive, consultado em 26 de agosto de 2012
- OLAC Resources in and about the Achumawi language
- Predefinição:WALS
- Listen to a sample of Achumawi from Global Recordings Network